# (31531) ARRL
(31531) ARRL est un astéroïde de la ceinture principale.

## Description
(31531) ARRL est un astéroïde de la ceinture principale. Il fut découvert le 9 février 1999 à Kitt Peak par le projet Spacewatch. Il présente une orbite caractérisée par un demi-grand axe de 2,90 UA, une excentricité de 0,08 et une inclinaison de 2,4° par rapport à l'écliptique.

## Compléments